# Академічна стипендія імені митрополита Української греко-католицької церкви Андрея Шептицького
Академічна стипендія імені митрополита Української греко-католицької церкви Андрея Шептицького – іменна стипендія, заснована у 2015 році Кабінетом Міністрів України.

Засновано 40 щомісячних академічних стипендій імені Андрея Шептицького для студентів вищих навчальних закладів, які здобувають освіту за магістерською програмою.  

## Мета
Стипендії засновано Кабінетом Міністрів України з метою консолідації науково-освітнього простору України, підвищення соціальної мобільності освітніх і наукових кадрів.

## Призначена для
Академічна стипендія імені Андрея Шептицького призначається студентам - магістрантам вищих навчальних закладів державної форми власності:
- Західної України, які навчаються за програмами внутрішньої академічної мобільності протягом одного семестру у вищих навчальних закладах державної форми власності Півдня і Сходу України;
- Півдня і Сходу України, які навчаються за програмами внутрішньої академічної мобільності протягом одного семестру у вищих навчальних закладах державної форми власності Західної України.

## Порядок призначення
Відбор стипендіатів здійснює конкурсна комісія, склад якої затверджується щороку наказом Міністра освіти і науки.

Студент -  магістрант, який бажає отримати стипендію, подає до конкурсної комісії заяву, мотиваційний лист, лист від вищого навчального закладу, в якому він навчається, лист підтримки від вищого навчального закладу, у якому хоче навчатися протягом одного семестру за програмою внутрішньої академічної мобільності.

Призначення стипендії здійснюється один раз на рік розпорядженням Кабінету Міністрів України за поданням МОН.

## Розмір та порядок виплати
Розмір стипендії – 2200 гривень. Стипендія виплачується щомісяця протягом одного семестру після її призначення за місцем навчання стипендіата з першого числа місяця, що настає після закінчення семестрового контролю